# Ugleuralsk
| Serie Ugleuralsk             | Serie Ugleuralsk                                  |
| ---------------------------- | ------------------------------------------------- |
|                              |                                                   |
| Technische Daten (Überblick) |                                                   |
| Werft:                       | VEB Warnowwerft, Warnemünde                       |
| Vermessung:                  | 5238 BRT / 2536 NRT                               |
| Tragfähigkeit:               | 7184                                              |
| Länge über Alles:            | 133,62 m                                          |
| Länge zwischen den Loten:    | 126,00 m                                          |
| Breite:                      | 17,00 m                                           |
| Seitenhöhe:                  | 9,50 m                                            |
| Tiefgang:                    | 7,42 m                                            |
| Antrieb:                     | 1 × K7Z 70/102C Dieselmotor auf 1 × Festpropeller |
| Gesamtleistung:              | 3457 kW/110/min (3972 kW/115/min)                 |
| Geschwindigkeit:             | 14,5 Knoten                                       |
| Besatzung:                   | 34                                                |

Die Frachtschiffserie Ugleuralsk war die erste Baureihe von Massengutschiffen der Warnowwerft zur Zeit der DDR.

## Geschichte

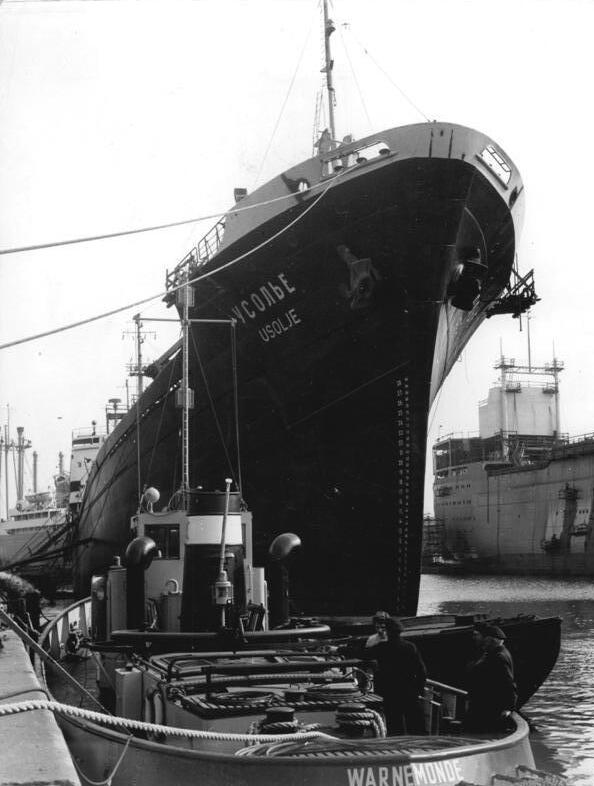
Vorschiff der Usolje

Hergestellt wurde die Serie  1958/59 in neun Einheiten. Eingesetzt wurden die Schiffe zunächst hauptsächlich zum Transport von Industrieausrüstungen und später vorwiegend in der Erz- und Kohlenfahrt. So zum Beispiel in der Murmansk-Rostock-Apatitfahrt. Die komplette Serie wurde für die UdSSR gebaut. Alle Schiffsnamen begannen mit „U“.
Erstes Schiff und Namensgeber der Serie war die am 7. November 1958 an die Sowjetunion übergebene Ugleuralsk mit der Baunummer 401. Sie wurde bis 1984 betrieben und ab dem September 1984 in Hiroshima abgebrochen. Letztes Schiff der Serie war die am 30. Dezember 1959 übergebene Ustilug mit der Baunummer 409. Sie wurde 1986 in China abgebrochen.
Ein Schiff der Baureihe, die Uman, ging am 13. Januar 1964 auf der Position 36° 35′ N, 7° 45′ W verloren, wobei vierzehn Seeleute den Tod fanden. Der Rest der Schiffe wurde ab Mitte der 1980er Jahre an Abbrecher verkauft. Am langlebigsten war die Urzhum, die 30 Betriebsjahre erreichte, bevor sie ab dem 2. August 1989 in San Esteban de Pravia verschrottet wurde.
Die Weiterentwicklung des Schiffstyps war die Dzhankoy-Baureihe.

## Technik
Angetrieben wurden die Schiffe von einem in MAN-Lizenz gefertigten 3972-kW-Zweitakt-Dieselmotor des Typs K7Z 70/102C des Herstellers VEB Dieselmotorenwerk Rostock, der direkt auf einen vierflügeligen Festpropeller mit 5,18 m Durchmesser wirkt.
Die eisverstärkten Rümpfe sind aus höherfestem Stahl gebaut und in Sektionsbauweise zusammengefügt. Das Deckshaus ist klimatisiert.
Die fünf Laderäume mit einem Rauminhalt von 9313 m³ werden mit Lukendeckeln des Systems MacGregor seefest verschlossen. Die ersten Schiffe der Serie verfügten über fünf Schiffskräne. Die Folgebauten hatten später vier und zuletzt nur noch zwei Kräne.